# Obispo Ramos de Lora
Obispo Ramos de Lora é um município da Venezuela localizado no estado de Mérida.
A capital do município é a cidade de Santa Elena de Arenales.